# Câncer de boca
O câncer de boca (português brasileiro) ou cancro bucal (português europeu), câncer oral (português brasileiro) ou cancro oral (português europeu) é um tipo neoplasia maligna dos tecidos da cavidade oral. Inclui tumores malignos das lábios, gengivas, língua, piso da boca, palato duro, palato mole (céu da boca) e orofaringe (garganta). Estima-se que cause 450.000 casos no mundo e a sobrevivência após 5 anos do diagnóstico é de 33% em regiões pobres e 63% em regiões ricas.
Historicamente, o número de mortes associado a esse câncer é particularmente elevado, não porque ele seja difícil de descobrir ou diagnosticar, mas por ele ser rotineiramente descoberto num estagio avançado de seu desenvolvimento.

## Tipos
Há vários tipos de neoplasias malignas orais, mas quase 90% são carcinomas de células escamosas. Outros tipos incluem teratomas e adenocarcinomas derivado de alguma glândula salivar, ou raramente linfomas (geralmente na amígdala/tonsila), melanoma ou sarcoma.

## Causas

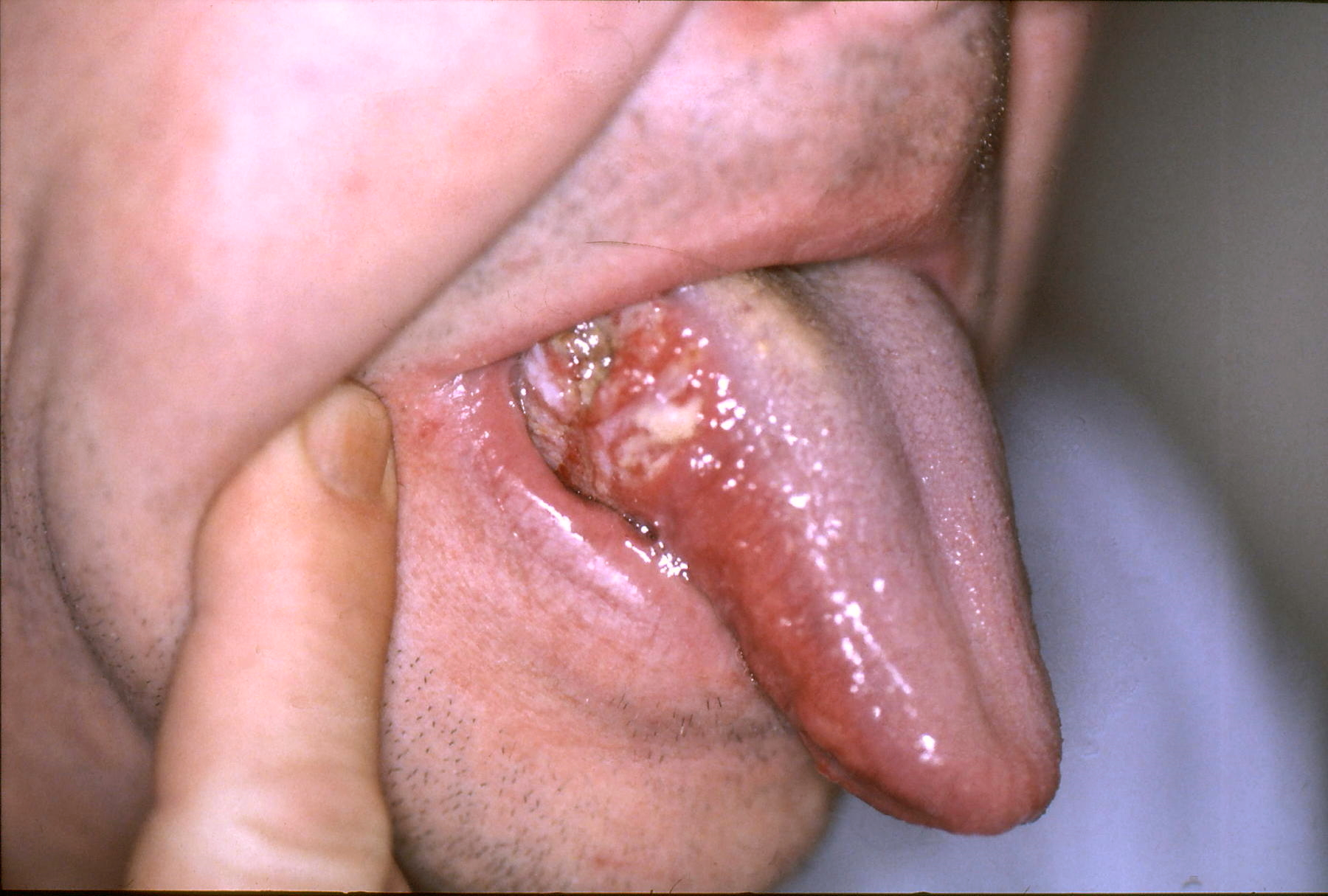
Câncer na língua é o local mais comum do câncer bucal.

### Tabagismo
A relação entre o tabaco e o câncer foi estabelecida há mais de 20 anos, sendo hoje considerado como o principal agente carcinogênico dos cânceres de pulmão, laringe, faringe, esôfago, pâncreas e bexiga.
O tabaco é um carcinógeno completo, porque tanto tem a capacidade de lesar o DNA celular, através das substâncias genotóxicas produzidas pela sua combustão, induzindo a efeitos mutagênicos, como estimula a proliferação celular pela sua ação irritativa. Já foram identificadas no tabaco e na fumaça que desprende dele por volta de 4.700 substâncias tóxicas, das quais 60 apresentam ação oncogênica conhecida, dentre elas, os hidrocarbonetos aromáticos policíclicos, isolados das fases gasosa e particulada do fumo, os quais se constituem num dos principais elementos com poderes carcinogênicos indutores. Além desses, as nitrosaminas voláteis e aromáticas, formadas através de aditivos químicos na cultura do tabaco e no ato de fumar também exercem ações carcinogênicas.
Com relação ao câncer bucal, há que se destacar, ainda, o efeito promotor da injúria térmica provocada na mucosa oral decorrente da combustão do tabaco, principalmente nos fumantes de cachimbo, cigarro de palha e naqueles que tem o hábito de fumar invertido. Embora, no Brasil, o hábito de fumar invertido não seja comum, constata-se em populações que adquiriam esse hábito um aumento na incidência de leucoplasia em palato e câncer na mesma região – a brasa do cigarro pode atingir 884o C e a sua proximidade com a mucosa oral causa danos significativos. Também deve ser considerada nesta questão a injúria mecânica derivada do atrito constante do papel, estrias da palha e boquilha do cachimbo na mucosa labial.

### Alcoolismo
A maneira como o álcool atua na produção do câncer não está completamente esclarecida, no entanto, é indiscutível que esta substância desempenha uma ação irritativa local pelo contato direto do etanol e seus metabólitos, os aldeídos, com a mucosa oral, estimulando a proliferação celular. Um outro aspecto que tem sido considerado é o poder desidratante e solvente do álcool facilitando a entrada e a ação agressora de outras substâncias, por exemplo, aquelas provenientes do tabaco. Os efeitos indiretos provocados pelo álcool, também têm sido estudados na carcinogênese, em especial o imunossupressor e o nutricional, este último conseqüente da cirrose hepática e da subnutrição comuns nos indivíduos alcoólicos, os quais se refletem na constitucionalidade dos tecidos deixando-os mais frágeis e vulneráveis às ações dos carcinogênicos.
A concentração do álcool nas bebidas fermentadas é menor que nas bebidas destiladas. A cerveja apresenta cerca de 5% de álcool, a cachaça 50%, o whisky 40%, o vinho 18%. Portanto, bebedores de cachaça possuem maior risco de dano celular que os bebedores de cerveja. O alcoólatra em relação aos pacientes que bebem ocasionalmente possui 15 vezes mais risco de aparecimento de câncer de boca.
Há alguns anos os epidemiologistas verificaram que a associação do hábito de fumar e ingerir bebidas alcoólicas aumenta o risco do desenvolvimento do câncer bucal, ou seja, pior que o efeito carcinogênico isolado promovido pelo álcool ou pelo tabaco, é a associação dessas substâncias. Estima-se que quando o álcool e tabaco estão associados, o risco relativo é potencializado, em até 141,6 vezes mais, quando o consumo dessas substâncias é alto e prolongado.

### Fatores de risco
Os fatores de risco associados com cânceres da cavidade oral são:
- Tabagismo, inclusive mascado;
- HPV subtipo 16 ou 18;
- Genética (Histórico pessoal ou familiar de câncer);
- Uso frequente de álcool, inclusive em enxaguantes bucais;
- Tomar sol sem proteção, para câncer nos lábios (Radiação ionizante);
- Deficiência de vitaminas A, B, C ou E;
- Imunidade baixa, associada a oncovírus (além do HPV16 e HPV18, também pode ser induzido por Epstein-Barr e citomegalovírus)

## Sinais e sintomas
Um dos reais perigos deste câncer é que em seus estágios iniciais ele pode não ser percebido. Pode ser indolor, e causar alterações físicas não muito óbvias. A boa notícia é que o médico ou dentista pode, em muitos casos, ver ou sentir alterações precoces nos tecidos, ou detectar um câncer enquanto ainda é muito pequeno e ainda em estágio inicial.
Possíveis sinais e sintomas de câncer de boca, que merecem uma visita ao dentista para investigar sua causa, são:
- Ferida na boca que não cicatriza por 14 dias
- Sangramento na boca
- Dentes soltos
- Dor ou dificuldade em engolir persistente
- Dificuldade para usar próteses
- Linfonodos inchados no pescoço
- Perda de peso dramática
- Alguma parte da boca dormente
- Manchas brancas, vermelhas ou brancas e vermelhas na boca ou nos lábios

## Aspectos celulares e moleculares do câncer

### Ciclo celular
O Ciclo celular é coordenado por uma série de genes, quando ocorre uma desregulação destes genes, devido a mutações e fatores epigenéticos, há o surgimento do câncer.
Os principais genes envolvidos com os processos cancerígenos são os genes supressores tumorais, proto-oncogenes e oncogenes, que são as forma ativas dos proto-oncogenes. A p53 é um dos genes supressores tumorais, quando o DNA da célula sofre mutações há a fosforilação da p53 através de uma cascata molecular de proteínas cinases. A partir da fosforilação da p53 há a desagregação da proteína mdm2 que estava a inativando, estando ativada a p53 ativa a expressão do gene p21 que será transcrito em uma RNAm que posteriormente será traduzido na proteína p21, essa proteína está relacionada com a inativação das CDKs(G1-S), proteínas que sinalizam para o prosseguimento do ciclo celular. Dessa forma o ciclo é interrompido.
A proteína p53 também age quando os oncogenes como Myc e Ras, estão com suas ações intensificadas por mutações. O excesso de transdução de sinais mitogênicos leva a síntese de Arf, essa proteína vai agir sobre a Mdm2 e, consequentemente, ativar a p53 que conduzirá a célula a apoptose ou a interrupção do ciclo celular.
Quando há mutações na p53 que acabam por inativar suas funções, há a proliferação excessiva de células, com potencialidade para o surgimento do câncer. Por essas e outras razões os genes supressores tumorais são considerados os guardiões do material genético.

### Alterações citológicas
Células cancerosas geralmente apresentam alterações de forma, tamanho e função. No caso específico de carcinomas orais, as principais características adquiridas pelas células são: núcleos grandes e com bordas proeminentes e irregulares, comprometimento da relação núcelo/citoplasma, hipercromasia, nucléolos irregulares e múltiplos e distribuição da cromatina fora do padrão normal.

## Diagnóstico
O diagnóstico do câncer de boca é dado através de exame físico, onde toda cavidade bucal deve ser analisada metodicamente, para que se possa detectar algum sinal clínico que esteja presente no paciente. Ao ser identificado um tumor, é importante registrar suas dimensões e características: se é ulcerado, infiltrativo, necrosado, com infecção secundária, se ultrapassa a linha média, se há indícios de invasão óssea e/ou da musculatura profunda.  No caso de ser identificado algum sinal clínico suspeito, é feita uma biopsia incisional sob anestesia local da região, para assim ter um diagnóstico preciso da lesão. Quanto mais cedo for feito o diagnóstico, maiores são as chances de cura e tratamento da doença.

## Epidemiologia
Os principais fatores de risco prevenível são o uso frequente de tabaco e álcool por muitos anos, podendo aumentar o risco em 15 vezes mais risco que a população em geral. O diagnóstico é feito geralmente entre os 40 e 60 anos (média 45 anos). É duas vezes mais comuns em homens. No Brasil, o INCA estima para 2016 por volta de 15.490 casos, sendo 11.140 homens e 4.350 mulheres. Em 2013 foi responsável por 5.401 mortes, 4.223 homens e 1.178 mulheres.

## Prevenção
A prevenção do câncer na boca é possível através de hábitos saudáveis que incluem:
- Evitar fazer uso excessivo de cachimbos, cigarros e tabaco;
- Evitar o consumo excessivo de álcool;
- Evitar exposição ao sol sem proteção;
- Evitar próteses desajustadas à sua boca;
- Boa higiene bucal;
- Acompanhamento odontológico semestral ou anual;
- Dieta saudável, com consumo diário de frutas e legumes;
- Realizar um auto-exame da boca, procurando qualquer tipo de alteração como feridas, inchaços ou manchas.

## Tratamento
O tratamento do câncer de boca é feito através de radioterapia, quimioterapia e/ou cirurgia, esses métodos são utilizados de forma isolada ou associada. O tratamento escolhido depende do tipo do tumor, sua localização, estágio e das condições de saúde do paciente.

## História
A epidemiologia indica que cada tumor tem uma distribuição geográfica  própria; alguns têm uma uniformidade de números que se repetem uniformemente por todo o mundo, outros têm incidência maior ou menor em alguns países e mesmo em pequenas regiões. Essas diferenças que podem ser explicáveis por meio de estudo de etnias, condições econômicas, higiene, alimentação e hábitos regionais não explicavam, por exemplo, como Hong Kong e a França têm as mais altas taxas de câncer da boca em homens. Não explica também porque as taxas de incidência ajustadas por idade e por 100.000 habitantes nos Estados Unidos apresentam dados como relacionados ao câncer de pulmão e da próstata, que nos negros são mais freqüentes, em cerca de 30% do que nos brancos, embora ambos estejam sujeitos a condições gerais idênticas e os mesmos carcinogênicos ambientais semelhantes.
No período compreendido entre as duas Grandes Guerras Mundiais (1920-1945), notou-se um aumento, na Inglaterra, do câncer de pulmão em homens fato imputado a algum hábito novo na vida dos homens. O aumento do hábito de fumar coincidiu com o acréscimo dessas neoplasias, que transformou o fumo no principal agente causal. Entretanto, estudos estão sendo realizados e revelando que pode haver uma constituição genética que predispõe o aparecimento de tumores pulmonares. Pesquisas têm sido desenvolvidas, levando a definir no código genético, enzimas que controlam carcinogênico dos elementos químicos produzidos na combustão do fumo.
Nos últimos anos, a epidemiologia foi a indutora de grande quantidade de pesquisas que estão refazendo as idéias fundamentais sobre as causas do câncer. A descoberta dos oncogenes, protoncongenes, antioncongenes e de fatores hereditários estabelece uma nova visão sobre a etiopatogenia das neoplasias maligna, associada a uma revolução rápida de imunologia que, graças à AIDS, tomou um impulso notável nos últimos anos e que deixa estabelecida, definitivamente, que a imunodepressão é um dos fatores mais importantes, quer na gênese, quer na evolução e no prognóstico do câncer.
Sabe-se, hoje, que inúmeros tumores estão ligados a defeitos genéticos definidos, tais como os retinoblastomas e osteossarcomas, que estão relacionados ao cromossoma 13; na xerodermia pigmentosa e na polipose intestinal múltipla, já estão definidos os defeitos genéticos que contribuem para o seu aparecimento.
Para ter certeza que as conclusões dos estudos da epidemiologia são corretas seria necessário que se fizesse em todas as comunidades, estados e países, registos de todas as doenças, e que esses fossem a representação efetiva do que ocorre, em saúde, nas populações estudadas, e que naquelas que tivessem maior significado estatístico, os governos pudessem tomar medidas práticas e objetivas, no sentido de reduzir os fatores que levam o indivíduo a ser portador das doenças mais freqüentes ou de significado socioeconômico mais lesivos. A preservação da saúde e a minimização dos custos de tratamento das doenças deve ser o objetivo mais imediato da epidemiologia.